# Надросся (Вінницький район)
Надросся (колишні назви: Жидівці, Чапаєвка) — село в Україні, у Погребищенській міській громаді Вінницького району Вінницької області. До 2020 центр Надроссянської сільської ради. Розташоване за 24 км від центру громади, за 10 км від залізничної станції Погребище Друге. Населення становить 361 осіб.

## Назва
До 1930 село носило назву Жидівці, з 1930 до 2016 — Чапаєвка. 2015 року село було внесено до переліку населених пунктів, які потрібно перейменувати згідно із законом «Про засудження комуністичного та націонал-соціалістичного (нацистського) тоталітарних режимів в Україні та заборону пропаганди їхньої символіки».
12 травня 2016 року перейменоване на Надросся.

## Історія
Станом на 1885 рік у колишньому власницькому селі Спичинецької волості Бердичівського повіту Київської губернії мешкало 623 особи, налічувалось 84 дворових господарства, існували православна церква, школа та постоялий будинок.
У 1892 році мешканці Жидівців і Ординців виступили проти поміщика.
За переписом 1897 року кількість мешканців зросла до 942 осіб (479 чоловічої статі та 463 — жіночої), з яких 919 — православної віри.
Під час Другої світової війни у другій половині липня 1941 року село було окуповане німецько-фашистськими військами. Червоною армією село було зайняте 1 січня 1944 року.
На початку 1970-х років в селі була розміщена центральна садиба колгоспу ім. Ф. Дзержинського. За господарством було закріплено 3503 га землі, у тому числі 2704 га орної. Виробничий напрям колгоспу був зерно-тваринницький. В селі була восьмирічна школа, клуб, бібліотека, пологовий будинок, фельдшерсько-акушерський пункт.
12 червня 2020 року, відповідно до розпорядження Кабінету Міністрів України № 707-р «Про визначення адміністративних центрів та затвердження територій територіальних громад Вінницької області», увійшло до складу Погребищенської міської громади.
19 липня 2020 року, в результаті адміністративно-територіальної реформи та ліквідації Погребищенського району, село увійшло до складу Вінницького району.

## Населення
За даними перепису 2001 року кількість наявного населення села становила 366 осіб, із них 99,72 % зазначили рідною мову українську, 0,28 % — російську.
| Рік            | ~1972 | 1989 | 2001 |
| -------------- | ----- | ---- | ---- |
| Кількість осіб | 810   | 478  | 366  |